# Castro Brothers
Castro Brothers é um grupo humorístico brasileiro criado em 2011 pelos irmãos Marcos Castro e Matheus Castro, que também conta no elenco com Luciana D'Aulizio, Rafael Studart, Fred Mascarenhas, Marcos Rossi e Isaú Júnior. O grupo tem como base seu canal no YouTube, com mais de 5 milhões de inscritos, onde produzem paródias, musicais, músicas originais, esquetes e animações. A partir de 2017 o grupo ficou amplamente conhecido graças ao quadro UTC - Ultimate Trocadilho Championship, que se tornou um show de teatro (viajando por mais de sessenta cidades do Brasil), um jogo de tabuleiro e um aplicativo para smartphones.

## História

### Origem (2011)
No ano de 2011, o comediante, músico e matemático, Marcos Castro, criou seu canal de comédia homônimo na plataforma YouTube, onde produzia conteúdos direcionado ao público nerd/geek, através de vlogs, piadas, animações e paródias musicais. Desde seu começo, o canal contou com participações constantes de sua então noiva (hoje esposa), Luciana D’Aulizio, e seu irmão Matheus Castro, além da frequente participação de convidados especiais, a maioria criadores de conteúdo em voga na época.

### Castro Brothers (2012–2014)
Em 2012, Marcos e Matheus criaram um segundo canal no YouTube, nomeado então de Castro Brothers, o qual tinha foco principal em gameplays e conteúdos com pouca ou nenhuma edição. Eventualmente o canal também passou a receber participações especiais em quadros de humor e improviso, se tornando assim o embrião da grande remodelação que estava por vir. Em 2014, os irmãos Castro lançaram um audacioso projeto para captação de fundos com o objetivo de criar o jogo A Lenda do Herói, baseada na homônima série de animação musical criada para o canal em 2012. Para a realização deste projeto, fez-se necessária a criação de uma campanha de financiamento coletivo (crowdfunding) no site Catarse. Um total de 6112 pessoas apoiaram a ideia para uma arrecadação total de R$ 258.587,00, um recorde para a plataforma na época.

### Expansão do Grupo (2015–2016)
Em março de 2015, foi feita uma reformulação na equipe e no conteúdo de ambos os canais: o canal Marcos Castro passou a se chamar Castro Brothers, ao passo que o canal secundário recebeu o nome de Castroverso. Neste momento, o grupo passou a contar com Marcos, Luciana, Matheus e os novos integrantes permanentes Rafael Studart, Fred Mascarenhas, Henrique Fedorowicz e Ygor Freitas. Com a nova formação, foram adicionados quadros de gameplay, esquetes e músicas originais, além da manutenção dos já conhecidos vlogs, vídeos de piada e paródias. Já o Castroverso continuou destinado a conteúdos alternativos e com menos edição. Também foi nesse período que foram indicados aos Meus Prêmios Nick na categoria Canal Musical Favorito .

### UTC (2017–2019)
Após um ano de experimentações, o canal evoluiu para uma fase de estabilidade, apesar da saída de Ygor Freitas, ao passo que, alguns meses depois, o humorista Ed Gama se juntou de forma definitiva à trupe. Foi já com esta nova escalação que os Castro Brothers atingiram o auge de seu impacto na plataforma com o UTC - Ultimate Trocadilho Championship, quadro de humor onde os participantes se enfrentam lendo trocadilhos e piadas de gosto duvidoso. Instantaneamente o programa viralizou em todo o Brasil e rapidamente o elenco foi convidado para transformar o quadro em show ao vivo. O sucesso foi tanto que a fábrica de brinquedos Estrela adquiriu os direitos da franquia e lançou um jogo de tabuleiro do UTC, o produto esgotou sua tiragem na primeira semana de lançamento. Em 2018, o canal foi indicado ao Prêmio Risadaria na categoria Melhor Conteúdo de Humor Digital.

### Fase Atual (2020–presente)
Impossibilitados de dar continuidade às turnês e aos quadros presenciais, em decorrência da pandemia de COVID-19, os Castro Brothers viraram sua atenção para novos conteúdos, principalmente com a realização de lives e a criação do Jornal Não Pode Rir, quadro inspirado em Don't Laugh News do grupo College Humor, em que 4 participantes encenam um telejornal, lendo notícias bem humoradas e fictícias, das quais os apresentadores e repórteres não têm conhecimento prévio. O quadro também marcou a entrada definitiva de Estevam Nabote ao elenco do canal, depois de participar de diversas edições do UTC. O início de 2020 marcou a saída de Henrique Fedorowicz do grupo. Em 2021 foi a vez de Ed Gama e Estevam Nabote deixarem o grupo, ao passo que Isaú Júnior foi adicionado ao elenco, seguido em 2022 por Marcos Rossi.

## Trabalhos

### Principais Quadros no Youtube
| Ano           | Quadro                                 |
| ------------- | -------------------------------------- |
| 2011–presente | Um Joystick, Um Violão                 |
| 2015–presente | Paródias Musicais                      |
| 2017–presente | UTC - Ultimate Trocadilho Championship |
| 2018–presente | Jogo do Especialista                   |
| 2019–presente | UTC - Desafio Extremo                  |
| 2020–presente | Jornal Não Pode Rir                    |

### Teatro
| Ano                      | Peça/Obra               |
| ------------------------ | ----------------------- |
| 2018–2019; 2023-presente | UTC no Teatro           |
| 2019                     | UTC Stand-up Show       |
| 2020                     | Castro Brothers Convida |

## Elenco
Atual
- Marcos Castro
- Matheus Castro
- Luciana D’Aulizio
- Rafael Studart
- Fred Mascarenhas
- Isaú Júnior
- Marcos Rossi

Antigo
- Ed Gama (2016–2021)
- Estevam Nabote (2020-2021)
- Henrique Fedorowicz (2015–2020)
- Ygor Freitas (2015–2016)

## Participações

### Recorrentes
- Bira Thomazzi
- Cia. Barbixas de Humor
- Gigante Léo
- Igor Guimarães
- Marcela Lahaud
- Rodrigo Teaser
- Wendel Bezerra

### Outros
| Participante | Participante | Participante                                                                                     | Participante | Participante                               |
| --- | --- | ------------------------------------------------------------------------------------------------ | --- | ------------------------------------------ |
| - André Santi - Cauê Moura - Cecília Lemes - Cellbit (Rafael Lange) - Charles Emmanuel - Choque de Cultura - Diogo Defante | - Erick Jacquin - Fábio Porchat - Fábio Rabin - Felipe Castanhari - Francisco José Espínola - Gil Brother - Guilherme Briggs | - Iberê Thenório - Jovem Nerd - Léo Lins - Luba - Lucas Inutilismo - Manolo Rey - Marcinho Eiras | - Maurício Meirelles - Nany People - Nelson Machado - Paulinho Gogó - Porta dos Fundos - Tânia Gaidarji - Thiago Ventura | - Úrsula Bezerra - Yasmin Yassine - Zelune |